# فرديناند الرابع، ملك الرومان
فرديناند الرابع، ملك الرومان (بالمجرية: IV. Ferdinánd magyar király)‏ (و. 1633 – 1654 م) هو سياسي من المجر. ولد في فيينا.
توفي في فيينا، عن عمر يناهز 21 عاماً. بسبب جدري.

## مناصب
تولى منصب أمير ناخب، وKing of Hungary.

## جوائز
حصل على جوائز منها:
- فارس ترتيب الصوف الذهبي.